# Shaman (zpěvák)
Shaman či Šaman, vlastním jménem Jaroslav Jurjevič Dronov, (* 22. listopadu 1991 Novomoskovsk Tulské oblasti SSSR) je ruský zpěvák, skladatel a textař. Proslavil se během ruské války proti Ukrajině populárními písněmi s vlasteneckou tematikou jako je hit Я русский („Jsem Rus“).

## Raná léta a počátky kariéry
Jako chlapec vystupoval od 4 let v dětském hudebním souboru Assorti (Ассорти). Absolvoval Ruskou hudební akademii Gnessis.
V roce 2013 se zúčastnil třetí sezóny projektu Faktor A. Ve finále soutěže skončil na třetím místě a obdržel zvláštní cenu od Ally Pugačové ocenění Золотая звезда Аллы (Zlatá hvězda Ally). Umělcův hlas Alla Pugačová charakterizovala jako „zosobnění nové generace hvězd“, zároveň, ale dodala, že se umělec bude prosazovat ještě dlouho.

## Aktivity pod pseudonymem Shaman
Pod uměleckým jménem Shaman začal vystupovat od roku 2020. Dle vyjádření interpreta tuto přezdívku dostal od fanoušků v komentářích.
Na podzim 2021 se stal velmi populární na síti TikTok s písní „Улетай“ („Vznášej se“). V tomto období navázal spolupráci s hudebním producentem Viktorem Drobyšem, který začal propagovat jeho práci a písně.
23. února 2022 umělec vydal píseň „Встанем“ („Povstaneme“), věnovanou památce Velké vlastenecké války.
Dle všeruského centra pro studium veřejného mínění se v roce 2022 stal  po Olegu Gazmanovovi druhým nejoblíbenějším ruským umělcem v Rusku.
Shaman podporuje ruskou invazi na Ukrajinu a často vystupuje na vládou pořádaných propagandistických akcích na její podporu.
V červenci 2023 vydal proválečnou píseň Мой бой („Můj boj“), chválenou ruskými provládními médii, ale některými uživateli ruských sociálních sítí kritizovanou pro podobnost se stejnojmenným politickým manifestem Adolfa Hitlera.
V lednu 2024 aktivista Yan Korobkov podal podnět k jeho vyšetřování pro podezření, že videoklip písně „Jsem Rus“ porušuje ruský zákon proti LGBT propagandě.
V červnu 2024 byl Shaman za svou podporu ruské invaze na Ukrajinu zařazen mezi osoby na sankčním seznamu Evropské unie.

## Dílo

### Samostatné písně
| Rok  | Název                                             | Fonetický přepis   | Překlad            |
| ---- | ------------------------------------------------- | ------------------ | ------------------ |
| 2020 | Луна                                              | Luna               | Měsíc              |
| 2020 | Лёд                                               | Ljod               | Led                |
| 2020 | Если тебя нет                                     | Jesli těbja nět    | Kdybys nebyla      |
| 2020 | Вспоминай меня                                    | Vspominaj menja    | Mysli na mě        |
| 2020 | В невесомости                                     | V něvesomosti      | Ve stavu beztíže   |
| 2021 | Самая                                             | Samaja             | Ta pravá           |
| 2021 | Родная                                            | Rodnaja            | Rodný kraj         |
| 2021 | Девочка — весна                                   | Děvočka—vesna      | Děvčátko—jaro      |
| 2021 | Огонь                                             | Ogoň               | Oheň               |
| 2021 | Молодость                                         | Molodosť           | Mládí              |
| 2021 | Таяли                                             | Tajali             | Rozplynuli jsme se |
| 2021 | Улетай                                            | Uletaj             | Vznášej se         |
| 2021 | Мокрый дождь                                      | Mokryj dožď        | Mokrý déšť         |
| 2022 | Теряем мы любовь                                  | Terjajem my ljubov | Ztrácíme lásku     |
| 2022 | Встанем                                           | Vstaněm            | Povstaneme         |
| 2022 | Ты моя                                            | Ty moja            | Jsi moje           |
| 2022 | До самого неба                                    | Do samogo něba     | Až do nebe         |
| 2022 | Я русский                                         | Ja russkij         | Jsem Rus           |
| 2022 | Вызов(hudba k zábanému pořadu televize ТНТ Вызов) | Vyzov              | Výzva              |
| 2022 | Вороны мои                                        | Voroň moj          | Moje vrány         |
| 2022 | Гимн России (Přezpívaná hymna Ruské federace)     | Gimn Rossii        | Ruská hymna        |
| 2023 | Исповедь                                          | Ispoveď            | Zpověď             |
| 2023 | Моя Россия                                        | Moja Rossija       | Moje Rusko         |
| 2023 | Самый русский хит                                 | Samyj russkij chit | Skutečně ruský hit |
| 2023 | Мой бой                                           | Moj boj            | Můj boj            |

### Videoklipy
| Rok  | Název             | Fonetický přepis    | Překlad            | Odkaz  |
| ---- | ----------------- | ------------------- | ------------------ | ------ |
| 2020 | Если тебя нет     | Jesli těbja nět     | Kdybys nebyla      |        |
| 2022 | Теряем мы любовь  | Terjajem my ljubov  | Ztrácíme lásku     |        |
| 2022 | Встанем           | Vstaněm             | Povstaneme         |        |
| 2022 | Ты моя            | Tymoja              | Jsi moje           |        |
| 2022 | До самого неба    | Do samogo něba      | Až do nebe         |        |
| 2022 | Я русский         | Ja russkiuj         | Jsem Rus           |        |
| 2022 | Вызов             | Vyzov               | Výzva              |        |
| 2022 | Вороны мои        | Vorony moj          | Moje vrány         |        |
| 2023 | Исповедь          | Ispoveď             | Zpověď             |        |
| 2023 | Моя Россия        | Moja Rossija        | Moje Rusko         | [ 14 ] |
| 2023 | Самый русский хит | Samyj russskij chit | Skutečně ruský hit | [ 15 ] |